# Роглич, Примож
При́мож Ро́глич (словен. Primož Roglič, род. 29 октября 1989 года в Трбовле, Словения) — словенский профессиональный шоссейный велогонщик, выступающий за немецкую команду «Bora-Hansgrohe». Чемпион Словении 2016 года в индивидуальной гонке. Серебряный призёр чемпионата мира 2017 года в индивидуальной гонке. Олимпийский чемпион 2020 года в индивидуальной гонке. Четырёхкратный победитель Вуэльты Испании 2019, 2020, 2021, 2024. Победитель Джиро д’Италия 2023. Призёр всех трёх гранд-туров.
Роглич начал свою карьеру как прыгун с трамплина, но затем перешел в шоссейный велоспорт.

## Карьера

### Прыжки с трамплина
В юношеском возрасте Роглич профессионально занимался прыжками с трамплина. В 2006 году он завоевал «серебро» молодёжного чемпионата мира в команде. Год спустя Примож стал чемпионом мира среди молодёжи в команде, а в личном первенстве замкнул пятёрку лучших. 2007 год был омрачен страшным падением перед домашней публикой при прыжке с трамплина в Планице. В 2011 году на трамплине Хейни Клопфер в Оберстдорфе словенец установил личный рекорд, прыгнув на 183 метра. Развить этот успех Рогличу не удалось, в сборную Словении он не пробился, и выступал лишь в континентальном кубке.

### Велоспорт

#### Adria Mobil
Осознав, что лучшим по прыжкам с трамплина ему не стать, в 2013 году Роглич завершил прыжковую карьеру и стал профессиональным велогонщиком, подписав контракт со словенской профессиональной континентальной командой «Adria Mobil». Уже на следующий год он одержал свою первую победу, выиграв этап на Туре Азербайджана, а позже стал первым на однодневной гонке «Хорватия — Словения». В 2015 году Примож стал победителем Тура Азербайджана и родного Тура Словении, выиграл этап на Туре озера Цинхай, а также горную классификацию Недели Коппи и Бартали. Хорошие результаты позволили Рогличу в октябре 2015 года подписать контракт с нидерландской командой мирового тура «Jumbo-Visma».

#### Team LottoNL-Jumbo

##### 2016
Дебютной гонкой для него в новой команде стал Тур Даун Андер 2016 в Австралии, но он был вынужден сойти на 5 этапе. На Вольта Алгарви словенцу удалось проявить себя, став 3-м на этапе до Альто-да-Фойа, и финишировав 5-м в общем зачёте.
В мае Примож впервые стартовал на Джиро д’Италия, где сразу же всех удивил. На первом этапе, индивидуальной гонке с раздельным стартом в Апелдорне, он стал вторым, проиграв победителю, признанному раздельщику Тому Дюмулену лишь сотую долю секунды, а уже на 9 этапе и вовсе победил, показав лучшее время на длинной «разделке» (40.5 км) в Кьянти.
10 июня Роглич стал чемпионом Словении в гонке с раздельным стартом.
В августе словенец принял участие в индивидуальной гонке на Олимпийских играх в Рио-де-Жанейро, где занял 10-е место.

##### 2017
Первой гонкой сезона, на которой стартовал Роглич была Вуэльта Валенсии. Словенцу удалось войти в пятерку сильнейших на трёх этапах, в том числе на этапе 1 — «разделке», длиной 38 км.
На Вольта Алгарви словенец, высоко финишировав на ключевых этапах, победил в генеральной классификации, опередив поляка Михала Квятковского из Team Sky на 22 секунды.
На Тиррено — Адриатико Роглич стал 4-м в общем зачете, показав хорошее время на двух «разделках» и финишировав 10-м на королевском этапе с финишем на горе Терминилло.
6 апреля Роглич одержал победу на 4 этапе Тура Страны Басков. Он атаковал несколько раз, сначала за 14.7 км до финиша у вершины финального подъёма, но за ним поехали лидер общего зачёта Давид Де ла Крус (Quick-Step Floors), а также Серхио Энао (Team Sky). Затем Роглич повторил атаку на спуске за 13.6 км до финиша, но его вновь добрала группа. Победной стала атака словенца за 2.7 км до финиша. Он удержал минимальное преимущество и первым пересёк линию финиша. Через день Примож занял первое место и на 8 этапе, показав лучшее время на раздельном старте в Эйбаре (27.7 км). В «генерале» он завершил гонку на 5-й позиции.
Следующей гонкой для словенца был Тур Романдии, на которому ему удалось выиграть этап 5 — «разделку» в Лозанне, и впервые в карьере попасть на подиум в генеральной классификации гонки, заняв третье место.
Готовясь к старту на Тур де Франс, Роглич выступил на домашней для Lotto NL-Jumbo гонке Стер ЗЛМ Тур (категория 2.HC), где выиграл пролог, опередив лишь на 3 секунды Марселя Киттеля и стал вторым в общем зачете.
На 17 этапе Тур де Франс с прохождением легендарных вершин Круа-де-Фер, Телеграф и Галибье, Роглич атаковал за 6 км до вершины Галибье из группы отрыва, которая к этому времени изрядно просеялась (из около 30 гонщиков впереди осталось 5, включая Альберто Контадора). Набрав 11 секунд преимущества и продолжая его наращивать, словенец первым прошёл вершину Галибье, получив премию Анри Дегранжа, и не дав соперникам (группе генеральщиков) приблизиться на спуске, в одиночку удержался до финиша и взял победу. Он стал первым в словенцем, победившим на этапе «Большой Петли».
20 сентября на чемпионате мира в норвежском Бергене Роглич завоевал серебряную медаль в индивидуальной гонке, длиной 31 км. Словенец показал лучшее время на первой отсечке (3.2 км) и быстрее всех прошел не длинный (3.4 км) и крутой финишный подъём, но проиграл в борьбе за золото голландцу Тому Дюмулену 57 секунд.

##### 2018

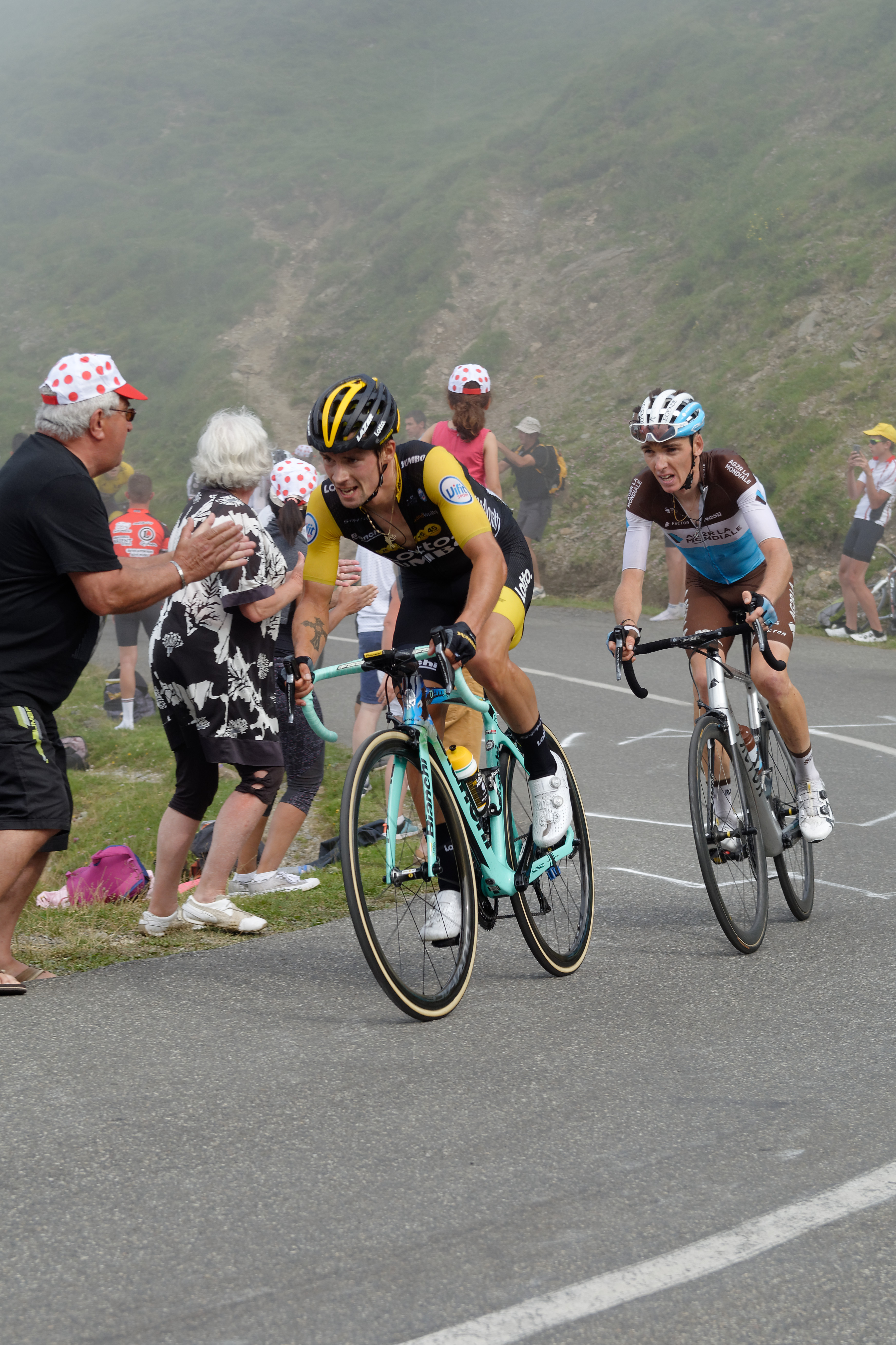
Роглич (слева) на 19-м этапе Тур де Франс 2018

Сезон 2018 года показал потенциал Роглича на гонках и гранд-турах. Ему удалось выиграть генеральную классификацию на Туре Страны Басков, Туре де Романди и Туре Словении.
На ранних этапах Тур де Франс Рогличу удалось избежать аварий и механических проблем, жертвами которых стали многие другие гонщики общей классификации. Сложившаяся ситуация поставили его в положение, позволяющее конкурировать с элитными гонщиками, включая Томаса Герайнта, Тома Дюмулена, Криса Фрума, Найро Кинтану, Ромена Барде и Микель Ланда. Роглич смог закрепиться с генеральщиками на высокогорных этапах, отвечая почти на каждую атаку, ему удалось выиграть 19 этап. Роглич закончил Тур-2018 четвёртым в общем зачете после того, как Фрум смог вернуть себе последнее место на подиуме в финальной гонке с раздельным стартом.

##### 2019

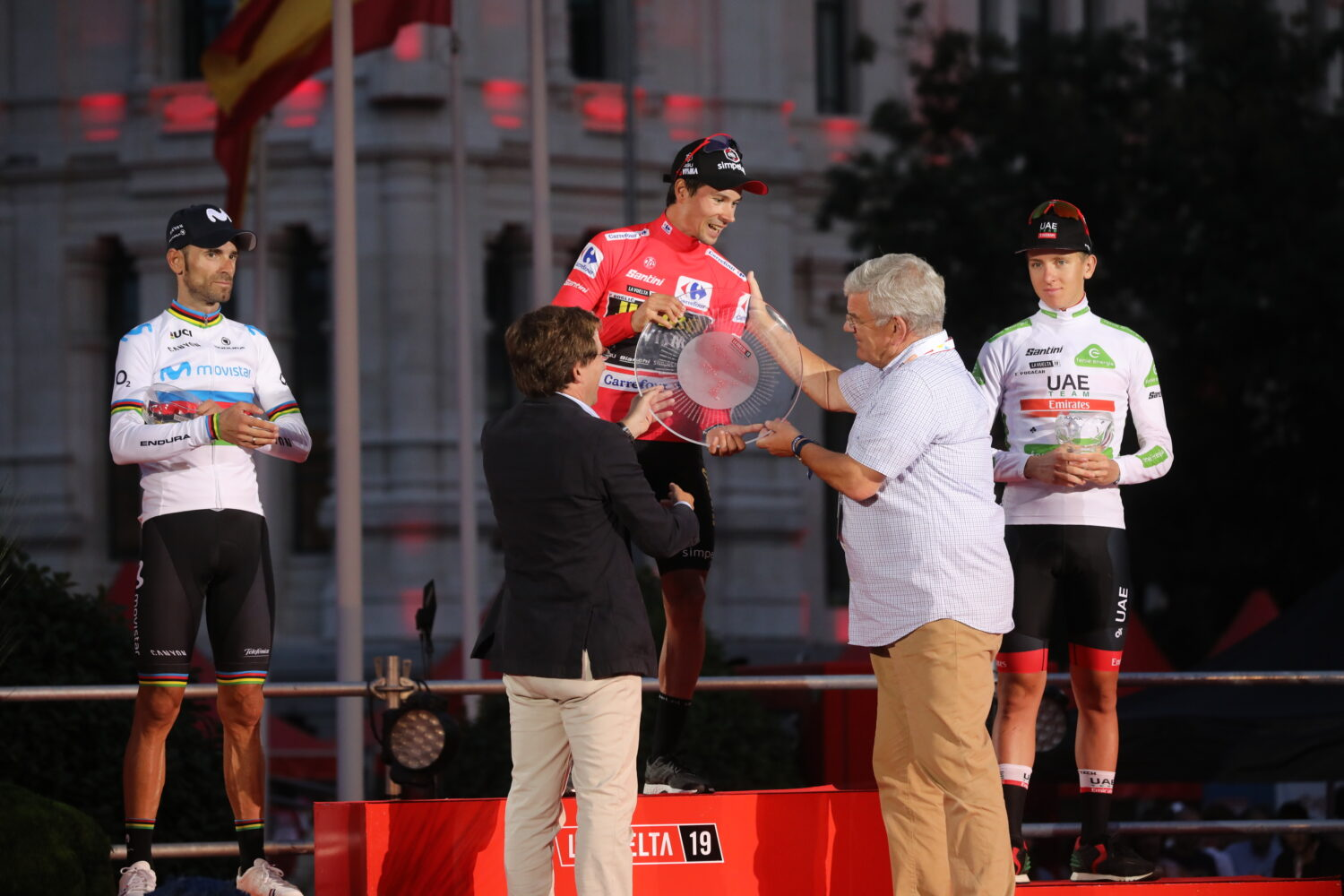
Роглич (в центре) выиграл Вуэльту Испании 2019, став первым словенским гонщиком, выигравшим Гранд-тур.

На старте сезона Роглич выиграл гонку Тиррено — Адриатико 2019 года, а также Тур де Романди и был одним из фаворитов перед гонкой на Джиро д’Италия.
В Италии он занял третье место на подиуме, шесть этапов носил розовую майку лидера гонки, а также выиграл два этапа в индивидуальных этапа (оба с раздельным стартом). В августе 2019 года Роглич был заявлен в старт-лист Вуэльта Испании. Выйдя на десятый этап гонки (с раздельным стартом), Роглич отставал от лидера гонки Наиро Кинтана на шесть секунд; на этапе Роглич показал лучшее время на дистанции 36 км на двадцать пять секунд по сравнению со следующим ближайшим конкурентом и как минимум на полторы минуты впереди всех своих соперников в генеральной классификации. Таким образом он стал 98-м гонщиком в истории, выигравшим этапы на каждом из трёх Гранд-туров. Он держал красную и зелёную майки — как лидер в общей и очковой классификациях — до конца гонки, став первым словенским гонщиком, выигравшим Гранд Тур. Успешный сезон 2019 года увенчался победами в двух итальянских гонках в октябре: Джиро дель Эмилия, и Тре Валли Варезине.

##### 2020
Из-за пандемии COVID-19 первой гонкой в сезоне для Роглича стал национальный чемпионат Словении по шоссейному велоспорту в групповой гонке, стартовавший 21 июня. На заключительном подъёме к финишу в Амброж-под-Крвавцем Роглич оторвался от Тадея Погачара на заключительных 2 км, впервые выиграв титул национального чемпиона
В следующие выходные Погачар обыграл Роглича на 8,5 секунды на национальном чемпионате Словении в индивидуальной гонке.
Роглич хорошо стартовал на Тур де Франс, выиграв четвёртый этап опередив Погачара; он стал лидером гонки на девятом этапе, финишировав вторым после Погачара в спринтерской гонке на этапе в Ларунсе. После того, как Эган Берналь проиграл семь минут на 15-м этапе Погачар был единственным гонщиком, который в генеральной классификации отставал от Роглича на минуту; Роглич увеличил свое преимущество с 40 до 57 секунд на финише на вершине перевала Коль-де-ла-Лоз сохранив это лидерство до последнего этапа, который традиционно является гонкой с раздельным стартом. Несмотря на хорошее выступление на финальном этапе, в котором он уступил лишь нескольким гонщикам, Тадей Погачар сумел отыграть преимущество, которым обладал Роглич, улучшив свое время на этапе почти на две минуты, что дало ему в конечном итоге, выигрышную разницу в 59 секунд и титул победителя Тур де Франс 2020 года.
В следующие выходные Роглич занял шестое место на чемпионате мира по шоссейному велоспорту в групповой гонке, финишировав позади группы из пяти гонщиков, которые боролись за серебряную медаль.
На Льеж — Бастонь — Льеж Роглич одержал свою первую классическую победу в «монументе», вырвав победу у чемпиона мира Жюлиана Алафилиппа, после того как Алафилипп притормозил, чтобы начать праздновать свою предполагаемую победу.
Затем Роглич выступал на Вуэльте Испании в качестве действующего чемпиона. Он благополучно защитил титул чемпиона Вуэльты, став первым гонщиком, который повторно стал чемпионом Вуэльты после Роберто Эраса, который выигрывал Вуэльту с 2003 по 2005 годы. Помимо красной майки, Роглич также выиграл очковую классификацию второй год подряд удерживая лидерство от старта до финиша — он стал первым гонщиком, сделавшим это на Гранд-туре, после Марио Чиполлини на Джиро д’Италия 1997 года.

## Достижения
2014
Хорватия — Словения
2-й этап Тур Азербайджана
3-й Тур Сибиу
3-й Генеральная классификация
1-й Горная классификация
2015
Тур Азербайджана
Генеральная классификация
2-й этап
Тур Словении
Генеральная классификация
Горная классификация
3-й этап
Горная классификация Неделя Коппи и Бартали
2-й Тур Хорватии
2016
 Чемпионат Словении — индивидуальная гонка
9-й этап (ITT) Джиро д’Италия
7-й Чемпионат Европы — индивидуальная гонка
10-й Олимпийские игры — индивидуальная гонка
2017
Волта Алгарви
15-й этап Тур де Франс
 Чемпионат мира — индивидуальная гонка
Стер ЗЛМ Тур
2-й Генеральная классификация
Пролог
Тур Романдии
3-й Генеральная классификация
5-й этап (ITT)
4-й Тиррено — Адриатико
Тур Страны Басков
5-й Генеральная классификация
4-й и 6-й (ITT) этапы
2018
Тур Страны Басков
Генеральная классификация
Очковая классификация
4-й (ITT) этап
Тур Словении
Генеральная классификация
14-й и 5-й (ITT) этапы
Тур Романдии
3-й этап Тиррено — Адриатико
Тур де Франс
4-й Генеральная классификация
19-й этап
2019
Тур ОАЭ
Генеральная классификация
1-й (TTT) и 6-й этапы
Тиррено — Адриатико
Тур Романдии
Генеральная классификация
Очковая классификация
1-й, 4-й и 5-й (ITT) этапы
3-й Джиро д’Италия
3-й Генеральная классификация
1-й (ITT) и 9-й (ITT) этапы
Вуэльта Испании
Генеральная классификация
10-й (ITT) этап
2020
 Чемпионат Словении — групповая гонка
2-й Чемпионат Словении — индивидуальная гонка
Вуэльта Испании
Генеральная классификация
Очковая классификация
1-й, 8-й, 10 -йи 13-й (ITT) этапы
Тур де Эна
Генеральная классификация
Очковая классификация
2-й и 3-й этапы
Льеж — Бастонь — Льеж
2-й этап Критериум Дофине
Тур де Франс
2-й Генеральная классификация
4-й этап
5-й Чемпионат мира — групповая гонка
2021
Париж — Ницца
Очковая классификация
4-й, 6-й и 7-й этапы
Тур Страны Басков
Генеральная классификация
Очковая классификация
Горная классификация
1-й этап
2-й Флеш — Валонь
 Олимпийские игры — индивидуальная гонка
Вуэльта Испании
Генеральная классификация
1-й (ITT), 11-й, 17-й и 21-й (ITT) этапы
Джиро дель Эмилия
Милан — Турин
4-й Джиро ди Ломбардия
2022
Париж — Ницца
Генеральная классификация
7-й этап
1-й этап (ITT) Тур Страны Басков
Критериум Дофине
1-й (ТТТ) и 4-й этапы Вуэльта Испании
2023
Тиррено — Адриатико
Генеральная классификация
Горная классификация
Очковая классификация
4-й, 5-й и 6-й этапы
Вуэльта Каталонии
Генеральная классификация
Очковая классификация
1-й и 5-й этапы
Джиро д’Италия
Генеральная классификация
20-й (ITT) этап
Вуэльта Бургоса
Генеральная классификация
Очковая классификация
2-й (ITT), 3-й и 5-й этапы
Вуэльта Испании
3-й Генеральная классификация
8-й и 17-й этапы
Джиро дель Эмилия
2024
Критериум Дофине
Генеральная классификация
Очковая классификация
6-й и 7-й этапы
1-й этап (ITT) Тур Страны Басков
Вуэльта Испании
Генеральная классификация
Этапы 4, 8 и 19
2025
Вуэльта Каталонии
Генеральная классификация
Очковая классификация
Горная классификация
Этапы 4 и 7

## Статистика выступлений

### Чемпионаты
| Соревнование       | Соревнование | 2013 | 2014 | 2015 | 2016 | 2017 | 2018 | 2019 | 2020 | 2021 | 2022 | 2023 | 2024 |
| ------------------ | ------------ | ---- | ---- | ---- | ---- | ---- | ---- | ---- | ---- | ---- | ---- | ---- | ---- |
| Олимпийские игры   | ИГ           |      |      |      | 10   |      |      |      |      | 1    |      |      | —    |
| Олимпийские игры   | ГГ           |      |      |      | 26   |      |      |      |      | 28   |      |      | —    |
| Чемпионат мира     | ИГ           | —    | —    | —    | 24   | 2    | —    | 12   | —    | —    | —    | —    |      |
| Чемпионат мира     | КГ           | —    | 27   | —    | 5    | 7    | —    | —    | —    | —    | —    | —    |      |
| Чемпионат Словении | ИГ           | —    | —    | —    | 1    | —    | —    | —    | 2    | —    | —    | —    | —    |
| Чемпионат Словении | ГГ           | 10   | 4    | 7    | 5    | 5    | —    | 4    | 1    | —    | —    | —    | —    |

### Многодневки
| Гранд-туры          |      |      |      |      |      |      |      |      |      |
| Гонка               | 2016 | 2017 | 2018 | 2019 | 2020 | 2021 | 2022 | 2023 | 2024 |
| Джиро д'Италия      | 58   | —    | —    | 3    | —    | —    | —    | 1    | —    |
| Тур де Франс        | —    | 38   | 4    | —    | 2    | НФ   | НФ   | —    | НФ   |
| Вуэльта Испании     | —    | —    | —    | 1    | 1    | 1    | НФ   | 3    | 1    |
| Многодневки         |      |      |      |      |      |      |      |      |      |
| Гонка               | 2016 | 2017 | 2018 | 2019 | 2020 | 2021 | 2022 | 2023 | 2024 |
| Париж — Ницца       | —    | —    | —    | —    | —    | 15   | 1    | —    | 10   |
| Тиррено — Адриатико | 52   | 4    | 35   | 1    | —    | —    | —    | 1    | —    |
| Вуэльта Каталонии   | 44   | —    | —    | —    | —    | —    | —    | 1    | —    |
| Тур Страны Басков   | —    | 5    | 1    | —    | —    | 1    | 8    | —    | НФ   |
| Тур Романдии        | —    | 3    | 1    | 1    | —    | —    | —    | —    | —    |
| Критериум Дофине    | —    | —    | —    | —    | НФ   | —    | 1    | —    | 1    |
| Тур Швейцарии       | —    | —    | —    | —    | —    | —    | —    | —    | —    |
| Энеко Тур           | 18   | —    | —    | —    | —    | —    | —    |      |      |

| —  | Не участвовал  |
| НФ | Не финишировал |

## Рейтинги
| Год                  | 2013  | 2014  | 2015 | 2016  | 2017 | 2018 | 2019 | 2020 | 2021 | 2022 | 2023 | 2024 |
| -------------------- | ----- | ----- | ---- | ----- | ---- | ---- | ---- | ---- | ---- | ---- | ---- | ---- |
| Мировой тур UCI      |       |       |      | 112-й | 27-й | 11-й |      |      |      |      |      |      |
| Мировой рейтинг UCI  |       |       |      | 131-й | 21-й | 12-й | 1-й  | 1-й  | 3-й  | 24-й | 4-й  | 8-й  |
| Европейский тур UCI  | 890-й | 84-й  | 10-й | 204-й | 71-й | 64-й | 1-й  | 1-й  | 3-й  | 18-й | 4-й  | 7-й  |
| Азиатский тур UCI    | -     | 327-й | 63-й | -     | -    | -    |      |      |      |      |      |      |
| Американский тур UCI | -     | -     | -    | 75-й  | -    | -    |      |      |      |      |      |      |
|                      |       |       |      |       |      |      |      |      |      |      |      |      |
| Источник: UCI        |       |       |      |       |      |      |      |      |      |      |      |      |